# Пастур Леонід Андрійович
Леоні́д Андрі́йович Па́стур (21 серпня 1937, село Удич, Джулинський район (нині Теплицький район), Вінницька область)  — математик і фізик-теоретик, академік Національної академії наук України (1990), лауреат Державної премії УРСР у галузі науки і техніки (1985).

## Життєпис
Народився 21 серпня 1937 року в с. Удич Джулинського району Вінницької області.
У 1955 р. закінчив середню школу у Маріуполі.
У 1961 р. закінчив інженерно-фізичний факультет Харківського політехнічного інституту і відтоді працює в Фізико-технічному інституті низьких температур ім. Б. І. Вєркіна НАН України в Харкові. Пройшов шлях від молодшого наукового співробітника (1961) до заступника директора і керівника Математичного відділення інституту (1987—1997).
У 1985—1997 рр. одночасно очолював відділ статистичних методів в математичній фізиці.
У 2003—2017 рр. — завідувач відділу теоретичної фізики, від 2017 р. — головний науковий співробітник відділу теоретичної фізики.
У 1978—1994 рр. — професор Харківського державного університету, у 1995—2004 рр. — професор Паризького університету.

## Наукова праця
Наукові інтереси — питання сучасної математики, математичної фізики і теоретичної фізики.
Є одним із засновників спектральної теорії випадкових і майже періодичних операторів — розділу математики та математичної фізики, що інтенсивно розвивається в усьому світі й знаходить широке застосування. Його ідеї та результати в цій галузі викладені, зокрема, у монографії «Spectra of Random and Almost Periodic Operators», вони значною мірою стали основою сучасної теорії та широко застосовуються в численних дослідженнях у нашій країні та за кордоном.
Значною мірою завдяки його працям було досягнуто прогрес в осмисленні й теоретичному опису невпорядкованих систем, зокрема в теорії елементарних збуджень і фазових переходів у таких системах. Ним отримані фундаментальні результати із самоусереднення основних фізичних величин, властивостей спектру та густини станів, обґрунтування повної локалізації в невпорядкованих одновимірних та деяких несумірних системах, дослідження з розповсюдження хвиль та частинок у невпорядкованих середовищах. Монографія «Введение в теорию неупорядоченных систем», яка була написана у співавторстві з І. М. Ліфшицем і С. А. Гредескулом, стала невід'ємною складовою освіти фізика-теоретика, а її авторам було присуджено Державну премію УРСР у галузі науки і техніки 1985 року.
Серед широко відомих результатів вченого слід також відзначити самоузгоджене рівняння для густини станів і детальне вивчення властивостей універсальності локальних статистик енергетичних рівнів та низку результатів з теорії невпорядкованих магнетиків.
За цикл робіт з теорії поля та теорії невпорядкованих систем  Пастуру в 2001 році була присуджена премія НАН України імені М. М. Боголюбова, а у 2009 році — премія НАН України імені М. В. Остроградського за серію праць «Імовірнісні задачі на групах та в спектральній теорії».
Головний редактор «Журналу математичної фізики, аналізу, геометрії».
Член редакційних колегій «Українського математичного журналу», наукового часопису «Физика низких температур», багаторазово брав участь у національних та міжнародних комітетах і комісіях, був головою Фонду фундаментальних досліджень України та членом Виконавчого комітету Міжнародної асоціації математичної фізики.
Співпрацює з молодим поколінням учених як у Харківському університеті, так і у вищих навчальних закладах Франції, Великої Британії, Японії та інших країн.